# Liste der denkmalgeschützten Objekte in Nezamyslice u Horažďovic
Grundlage dieser Liste der denkmalgeschützten Objekte in Nezamyslice u Horažďovic ist die ÚSKP-Liste (Ústřední seznam kulturních památek České republiky, deutsch Zentrale Liste der Kulturdenkmäler der Tschechischen Republik), die von der tschechischen Denkmalschutzbehörde NPÚ (Národní památkový ústav, deutsch Nationale Denkmalbehörde) seit 1987 geführt wird und an die seit dem Jahr 1850 geschaffenen Listen anschließt.

## Denkmalgeschützte Objekte nach Ortsteilen

### Nezamyslice
| Lage                                  | Objekt                   | Beschreibung | ÚSKP-Nr.                  | Bild           |
| ------------------------------------- | ------------------------ | --- | ------------------------- | -------------- |
| Nezamyslice, Nezamyslice 1 (Standort) | Pfarrhaus                | Zweistöckiges Gebäude auf dem Grundriss des Buchstabens U mit Wirtschaftsgebäude und einem markanten Tor in der Umfassungsmauer. Frühbarocker Komplex aus der Wende vom 17. zum 18. Jahrhundert mit vielen wertvollen originalen architektonischen Elementen.                                                | 33093/4-3173 Info Katalog | Pfarrhaus      |
| Nezamyslice (Standort)                | Kirche Mariä Himmelfahrt | Gotische Architektur von mitteleuropäischer Bedeutung. Ursprünglich eine frühmittelalterliche Kirche mit einem Glockenturm aus der Zeit um 1350, die Ende des 14. Jahrhunderts umgebaut wurde. (Erweiterung des Presbyteriums), ab Anfang des 16. Jahrhunderts dreischiffig mit einzigartigem Zellengewölbe. | 35032/4-3171 Info Katalog | weitere Bilder |